# 2013 في اليابان
فيما يلي قوائم الأحداث التي وقعت خلال عام 2013 في اليابان.

## سياسة

### انتهاء فترة المنصب
- 28 يوليو – كوجي ساتو عضو مجلس المستشارين.

## رياضة
- 1 يناير – جائزة اليابان الكبرى للدراجات النارية 2013
- 13 أكتوبر – جائزة اليابان الكبرى 2013 الفائز سباستيان فيتل.

## أفلام
من الأفلام التي صدرت هذه السنة في اليابان:
- 1 يناير – القناص: الشبح القرمزي من إخراج Yūzō Satō  [لغات أخرى]‏.
- 1 يناير – القناص: المهمة الأخيرة من إخراج Keiichiro Kawaguchi [الإنجليزية]‏.
- 1 يناير – المحقق كونان: المهاجم الحادي عشر من إخراج ياسويشيرو ياماموتو.
- 1 يناير – ساكاساما نو باتيما من إخراج ياسوهيرو يوشيورا.
- 1 يناير – ستاينز؛غيت: فوكا ريويكي نو ديجا فو
- 1 يناير – هال من إخراج Ryôtarô Makihara  [لغات أخرى]‏.
- 20 أبريل – المحقق كونان: عين خفية في البحر البعيد من إخراج Kōbun Shizuno [الإنجليزية]‏.
- 12 مايو – ساداكو 3 دي من إخراج غور فيربينسكي، تسوتومه هانابوسا [الإنجليزية]‏.
- 16 مايو – حلقة بلينج من إخراج صوفيا كوبولا.
- 18 مايو – من شابه أباه فما ظلم من إخراج هيروكازو كوري إدا.
- 23 مايو – سرعة وغضب 6 من إخراج فين ديزل، نيل إتش. موريتز، جستن لين.
- 10 يوليو – نهاية العالم من إخراج إدغار رايت.
- 16 يوليو – من أعلى تلة الخشخاش من إخراج غورو ميازاكي.
- 20 يوليو – مهب الريح من إخراج هاياو ميازاكي.

## برامج ومسلسلات وأنمي
- كنغدوم
- أزهار الشر
- ماغي
- مونوغاتاري
- فرسان التنكاي
- إنفينيت ستراتوس
- ناغي-آسو: هدوء في البحر

## وفيات

### يناير
- 1 يناير – ماساو كينيتشي (مواليد 1934) لاعبو كرة قدم يابانيون.
- 26 يناير – هيروشي ناكاجيما (مواليد 1928) طبيب ياباني.

### فبراير
- 18 فبراير – تشيكو هوندا (مواليد 1963)

### مارس
- 4 مارس – سيكي ماتسوناغا (مواليد 1928) لاعب كرة قدم ياباني.
- 15 مارس – ماساميشي نورو (مواليد 1935)

### أبريل
- 8 أبريل – ياسوهيرو يامادا (مواليد 1968) لاعب كرة قدم ياباني.

### يونيو
- 5 يونيو – تاكو إيشيموري (مواليد 1932)
- 10 يونيو – ماكوتو تاكيدا (مواليد 1923) طبيب نفسي ياباني.
- 12 يونيو – جيرويمون كيمورا (مواليد 1897)
- 13 يونيو – كينجي أوتسومي (مواليد 1937)

### أغسطس
- 6 أغسطس – كويتشي موري (مواليد 1928) عالم آثار ياباني.

### سبتمبر
- 19 سبتمبر – هيروشي ياموتشي (مواليد 1927) رائد أعمال ياباني.

### أكتوبر
- 10 أكتوبر – تومويوكي دان (مواليد 1963)

### ديسمبر
- 15 ديسمبر – جوان فونتين (مواليد 1917)
- 19 ديسمبر – هيديو كانايا (مواليد 1945) متسابق دراجات نارية ياباني.